# 沈瓌
沈瓌（1441年—？），字彥器，直隸淮安府宿遷縣人，民籍。明朝政治人物。同進士出身。

## 生平
成化四年（1468年）戊子科應天鄉試第四十九名舉人。成化八年（1472年）壬辰科會試第一百八十七名，殿試登三甲第四十四名進士。

## 家族
曾祖父沈誠，曾任大使。祖父沈友德，贈左府經歷。父亲沈秉彜，曾任鹽運司同知。